# Refleksje
Refleksje – płyta poznańskiego rapera Deepa oraz Bobika wydana przez UMC Records w 2006 roku.

## Lista utworów
1. Hardcore Poznań (feat. W.B.U.) 3:55
2. Refleksje 3:39
3. Ruszmy 3:06
4. Nie zatańcze 3:30
5. By wybaczyć 3:42
6. Retrospekcje 4:06
7. Skit 0:34
8. Niewolnicy chodźcie (feat. Mari) 3:55
9. To nie daje zasnąć 3:40
10. Biznes 5:08
11. Jesteś ze mną 4:39
12. Studio Cuma (feat. Mari) 4:37
13. Może to nie ty 3:44
14. Pogubione troski 3:14
15. Wiem że... 3:19
16. Nieśmiertelny 4:00
17. Zejdz na ziemię (feat. W.B.U.) 4:28